# Liste der Biografien/Silb
Liste der Biografien |
Portal Biografien |
Personensuche
# |
A |
B |
C |
D |
E |
F |
G |
H |
I |
J |
K |
L |
M |
N |
O |
P |
Q |
R |
S |
T |
U |
V |
W |
X |
Y |
Z |
?
 
Sa |
Sb |
Sc |
Sd |
Se |
Sf |
Sg |
Sh |
Si |
Sj |
Sk |
Sl |
Sm |
Sn |
So |
Sp |
Sq |
Sr |
Ss |
St |
Su |
Sv |
Sw |
Sy |
Sz
 
Sia |
Sib |
Sic |
Sid |
Sie |
Sif |
Sig |
Sih |
Sii |
Sij |
Sik |
Sil |
Sim |
Sin |
Sio |
Sip |
Siq |
Sir |
Sis |
Sit |
Siu |
Siv |
Siw |
Six |
Siy |
Siz
 
Sila |
Silb |
Silc |
Sild |
Sile |
Silf |
Silg |
Silh |
Sili |
Silj |
Silk |
Sill |
Silm |
Siln |
Silo |
Silp |
Sils |
Silt |
Silu |
Silv |
Silw |
Silz
Die Liste der Biografien führt alle Personen auf, die in der deutschsprachigen Wikipedia einen Artikel haben. Dieses ist eine Teilliste mit 135 Einträgen von Personen, deren Namen mit den Buchstaben „Silb“ beginnt.

## Silb

### Silba
- Silbannacus, Usurpator auf das Amt des römischen Kaisers

### Silbe
- Silbe, Katja, deutsche Diplom-Ingenieurin
- Silber, August (1895–1942), estnischer Fußballnationalspieler
- Silber, Benjamin (1772–1821), sächsischer Major und Schriftsteller
- Silber, Christoph (* 1971), deutscher Autor
- Silber, Elsa, estnische Stummfilmschauspielerin der 1920er Jahre
- Silber, Eucharius († 1509), deutscher Inkunabeldrucker in Rom
- Silber, Fabian (* 2007), österreichischer Fußballspieler
- Silber, Gerhard (* 1950), deutscher Ingenieurwissenschaftler, Hochschullehrer und Bildender Künstler
- Silber, Glenn (* 1950), US-amerikanischer Dokumentarfilmer
- Silber, Irina Alexandrowna (* 1983), russische Turnerin
- Silber, Irwin (1925–2010), US-amerikanischer Folkmusik-Aktivist
- Silber, John (1926–2012), US-amerikanischer Philosoph, Hochschullehrer und Universitätspräsident
- Silber, Max (1883–1942), österreichischer Archäologe und Direktor des Salzburger Museums
- Silber, Otto (1893–1940), estnischer Fußballnationalspieler
- Silber, Philipp (* 1876), österreichischer Komponist
- Silber, Rolf (* 1953), deutscher Regisseur und Drehbuchautor
- Silber, Rolf-Edgar (* 1949), deutscher Mediziner
- Silber-Bonz, Gert (1930–2023), deutscher Unternehmer
- Silberbach, Guido (* 1967), deutscher Fußballspieler
- Silberbach, Manfred (1935–2015), deutscher Politiker (Partei Rechtsstaatlicher Offensive), MdHB
- Silberbach, Ulrich (1961–2025), deutscher Gewerkschafter, Vorsitzender des dbbUlrich Silberbach (1961–2025)

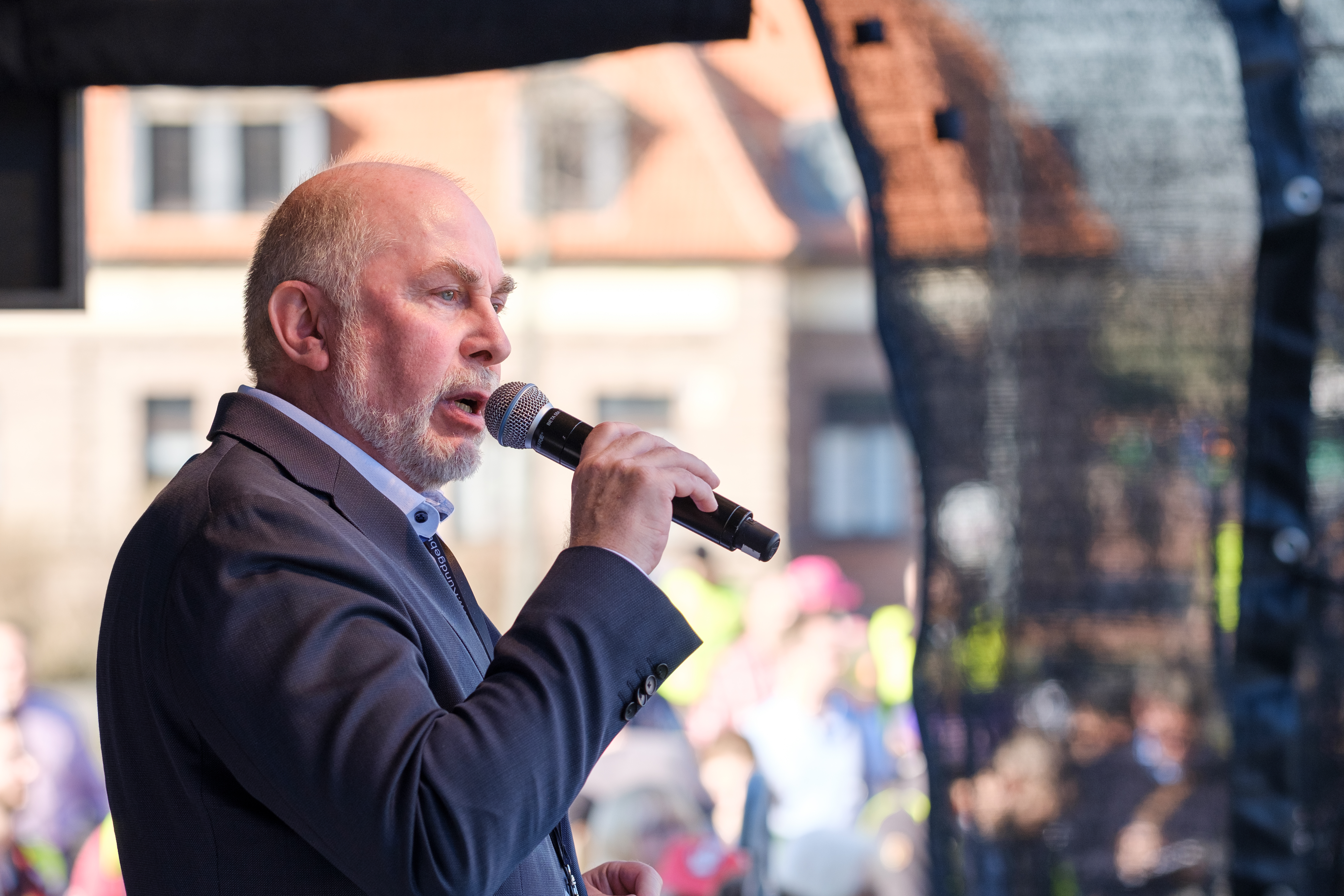
Ulrich Silberbach (1961–2025)

- Silberbauer, Andreas (* 1992), österreichischer Triathlet
- Silberbauer, Fritz (1883–1974), österreichischer Grafiker und gilt als Mitinitiator der 1923 gegründeten Grazer Sezession
- Silberbauer, Gerd (* 1953), deutscher Schauspieler
- Silberbauer, Josef († 1805), südmährischer Orgelbauer
- Silberbauer, Karl Josef (1911–1972), österreichischer SS-Oberscharführer, verantwortlich für Verhaftung Anne Franks
- Silberbauer, Michael (* 1981), dänischer Fußballspieler
- Silberbauer, Norbert (1959–2008), österreichischer Autor
- Silberberg, Helmut (1926–2015), deutsch-amerikanischer Unternehmer, Freund von Anne Frank
- Silberberg, Johann Peter (1726–1797), Bürgermeister in Elberfeld
- Silberberg, Max (* 1878), deutscher Unternehmer, Kunstsammler und Mäzen
- Silberberg, Maximilian (1878–1946), österreichischer Industrieller und Chemiker
- Silberberg, Peter (1687–1757), Bürgermeister von Elberfeld
- Silberberg, Reinhard (* 1953), deutscher Diplomat
- Silberberg, Yaron (1951–2019), israelischer Physiker
- Silberberger, Stefan (1877–1965), österreichischer Bildhauer
- Silberberger, Thomas (* 1973), österreichischer Fußballspieler und -trainer
- Silberborth, Hans (1887–1949), deutscher Gymnasiallehrer, Historiker und Archivar
- Silberdrat, Conrad, deutscher Dichter
- Silbereisen, Elisabeth († 1541), Ehefrau Martin Bucers
- Silbereisen, Florian (* 1981), deutscher Showmaster, Schlagersänger und SchauspielerFlorian Silbereisen (* 1981)

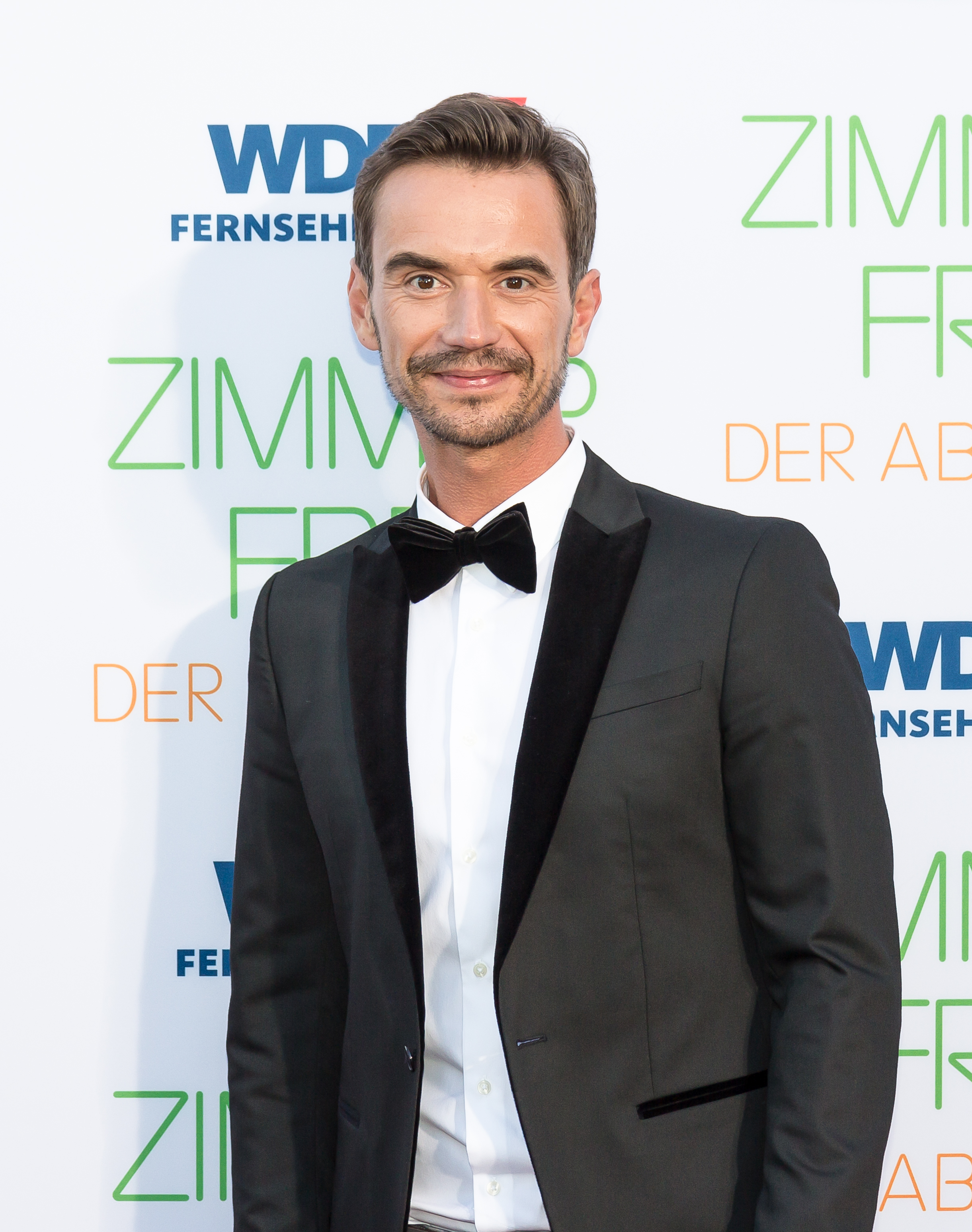
Florian Silbereisen (* 1981)

- Silbereisen, Karl (1901–1974), deutscher Chemiker
- Silbereisen, Michael (* 1969), deutscher Schauspieler
- Silbereisen, Rainer K. (* 1944), deutscher Psychologe und Hochschullehrer
- Silbereisen, Robert (1928–2016), deutscher Pflanzenbauwissenschaftler
- Silbereisen, Wilhelm (1865–1950), Schmuckfabrikant, Heilpraktiker, Mäzen
- Silberer, Geza (1876–1938), österreichischer Schriftsteller
- Silberer, Herbert (1882–1923), österreichischer Psychoanalytiker
- Silberer, Renate (* 1975), österreichische Lyrikerin, Schriftstellerin und Feldenkrais-Pädagogin
- Silberer, Rosa (1873–1942), österreichische Bildhauerin und Journalistin
- Silberer, Viktor (1846–1924), österreichischer Pionier der Luftfahrt und Politiker, Landtagsabgeordneter
- Silberfeld, Magaajyia (* 1996), französisch-nigrische Schauspielerin und Regisseurin
- Silberg, Alex (* 2000), israelische Schauspielerin
- Silberg, Vladimir, estnischer Fußballspieler
- Silbergleit, Arthur (* 1881), deutschsprachiger, schlesischer Lyriker und Erzähler
- Silbergleit, Heinrich (1858–1939), deutscher Statistiker
- Silberhorn, Christine (* 1974), deutsche Physikerin
- Silberhorn, Georg von (1782–1854), deutscher Jurist
- Silberhorn, Johann Nepomuk (1780–1842), bayerischer katholischer Pfarrer
- Silberhorn, Sonja (* 1979), deutsche Autorin von Kriminalromanen
- Silberhorn, Thomas (* 1968), deutscher Politiker (CSU), MdBThomas Silberhorn (* 1968)

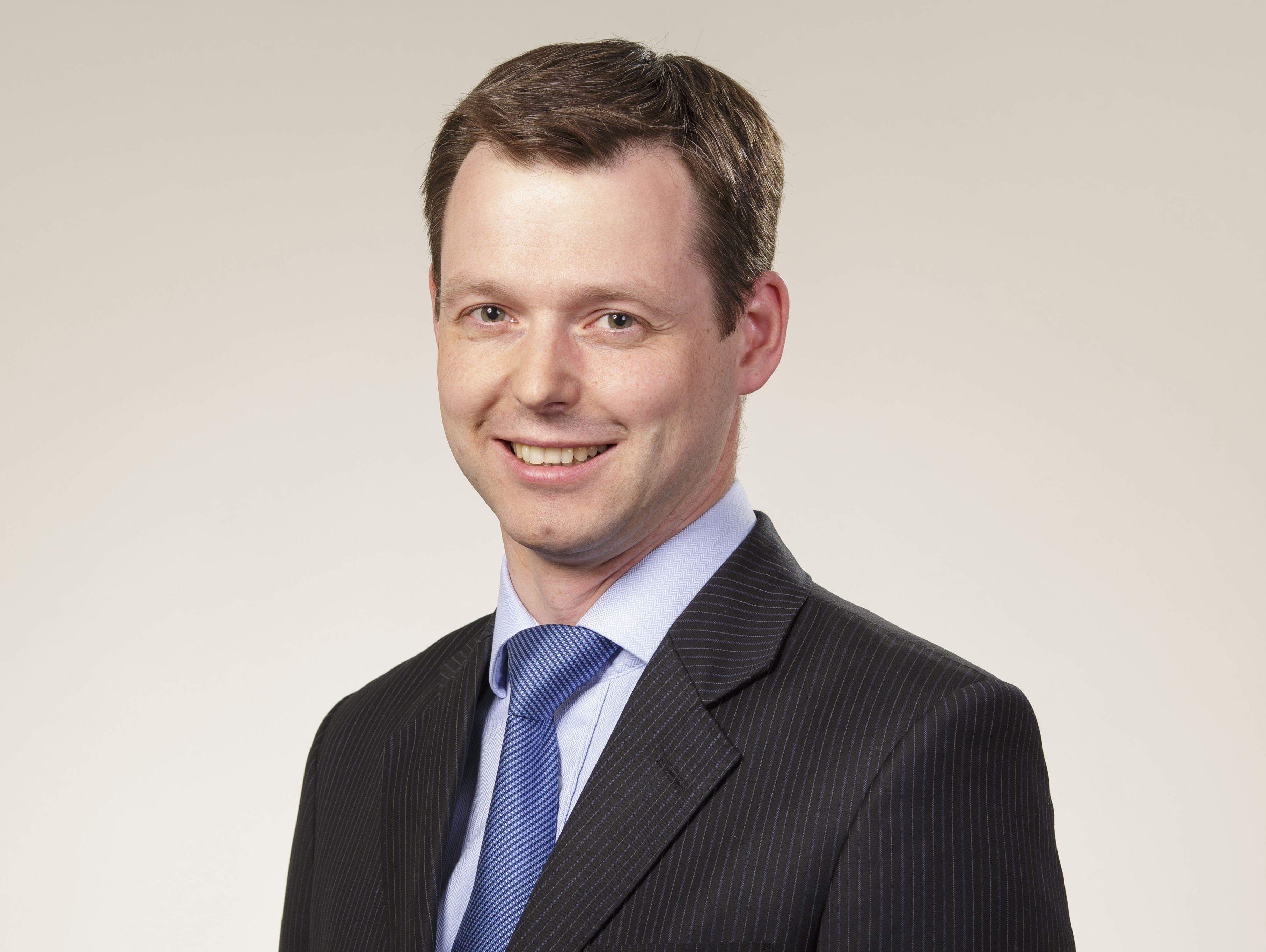
Thomas Silberhorn (* 1968)

- Silberkuhl, Peter (* 1939), deutscher Jurist und ehemaliger Richter am Bundesverwaltungsgericht
- Silberkuhl, Wilhelm (1912–1984), deutscher Bauingenieur und Architekt
- Silberling, Brad (* 1963), US-amerikanischer Filmregisseur, Drehbuchautor und Filmproduzent
- Silberling, Norman J. (1928–2011), US-amerikanischer Paläontologe und Geologe
- Silberling, Ruben (* 1980), deutscher Filmemacher
- Silberman, Curt (1908–2002), deutschamerikanischer Rechtsanwalt
- Silberman, Laurence H. (1935–2022), US-amerikanischer Diplomat, Richter und Hochschullehrer
- Silberman, Marc (* 1948), US-amerikanischer Germanist, Literatur- und Filmwissenschaftler
- Silberman, Neil Asher (* 1950), US-amerikanischer Archäologe
- Silberman, Serge (1917–2003), polnisch-französischer Filmproduzent
- Silbermann, Alphons (1909–2000), deutscher Sozialwissenschaftler und Publizist
- Silbermann, Andreas (1678–1734), deutscher Orgelbauer
- Silbermann, Ben (* 1982), US-amerikanischer Unternehmer
- Silbermann, Bernd (* 1941), deutscher Mathematiker
- Silbermann, Eduard (1851–1917), deutscher Jurist und erster deutscher Staatsanwalt mit jüdischer Abstammung
- Silbermann, Gottfried (1683–1753), deutscher Orgelbauer
- Silbermann, Hans-Jürgen (* 1947), deutscher Kabarettist, Schauspieler und Hörspielsprecher
- Silbermann, Herbert (1897–1957), deutscher Filmproduzent
- Silbermann, Jacob (1907–1978), rumänischer Schachspieler, -trainer und -historiker
- Silbermann, Jake (* 1983), US-amerikanischer Schauspieler und Model
- Silbermann, Johann Andreas (1712–1783), elsässischer OrgelbauerJohann Andreas Silbermann (1712–1783)

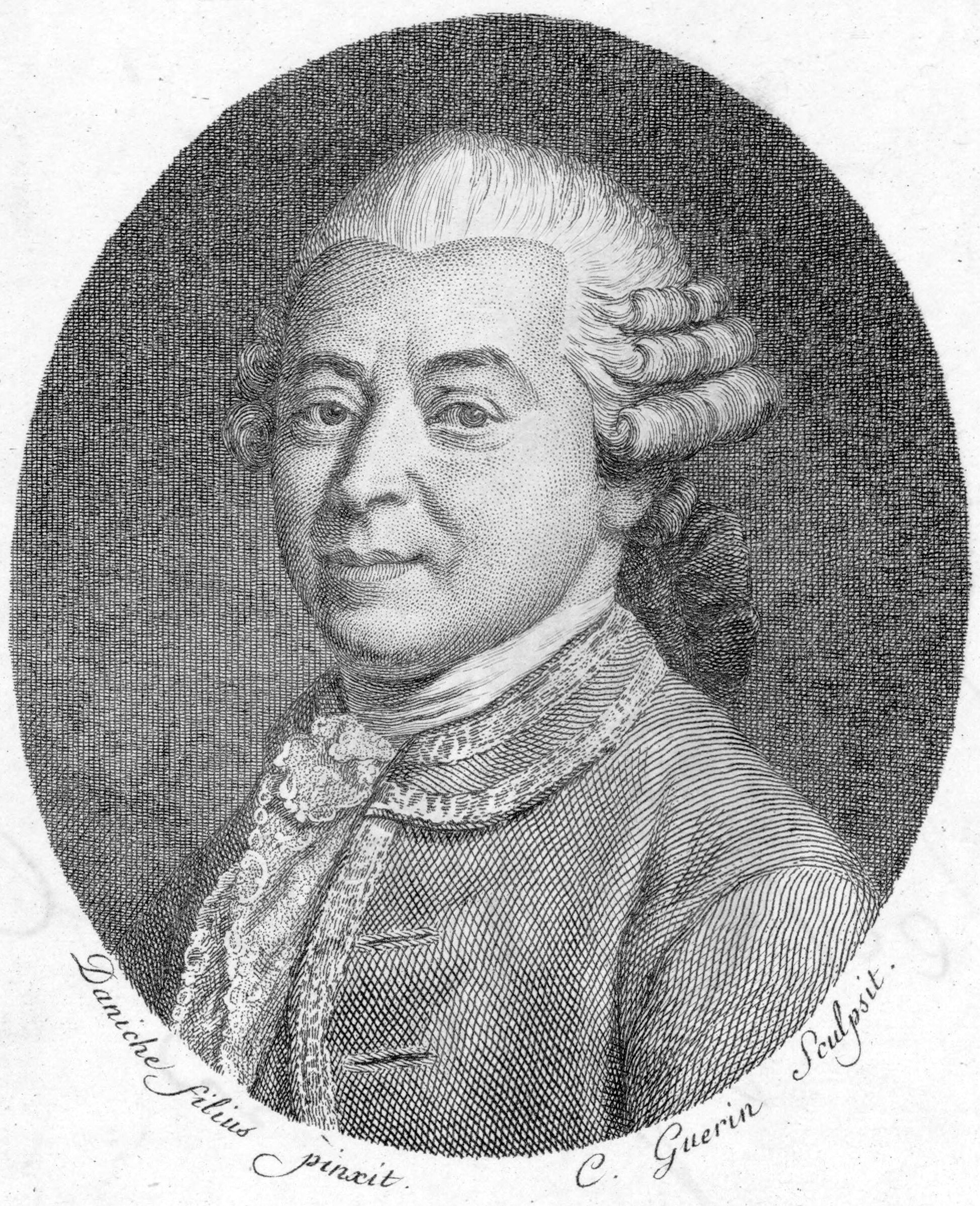
Johann Andreas Silbermann (1712–1783)

- Silbermann, Johann Daniel (1717–1766), elsässischer Orgelbauer
- Silbermann, Johann Heinrich (1727–1799), elsässischer Orgelbauer, Klavierbauer, Organist und Komponist
- Silbermann, Josef (* 1863), Leiter des Verbandes der weiblichen Angestellten
- Silbermann, Josef Felix (1771–1827), deutscher Kaufmann, Unternehmensgründer, Kommunalpolitiker und Landtagsabgeordneter
- Silbermann, Max (1896–1968), deutscher Politiker (KPD), MdL Sachsen
- Silbermann, Nicole (* 1993), deutsche Synchronsprecherin
- Silbermann, Peter Adalbert (1878–1944), deutscher Sprachwissenschaftler und Publizist
- Silbermark, Moriz Viktor (1873–1938), österreichischer Chirurg, Chefarzt und General-Stabsarzt
- Silbernagl, Isidor (1831–1904), deutscher katholischer Theologe, Kirchenhistoriker und Kanonist
- Silbernagl, Roland (* 1971), österreichischer Schauspieler
- Silbernagl, Stefan (1939–2025), deutscher Physiologe
- Silberner, Edmund (1910–1985), Historiker
- Silbersack, Andreas (* 1967), deutscher Politiker (FDP), MdL
- Silbersatz, Orly (* 1957), israelische Schauspielerin
- Silberschein, Abraham (1882–1951), polnischer Rechtsanwalt, Zionist, Mitglied im ersten Sejm
- Silberschlag, Georg Christoph (1731–1790), deutscher Naturwissenschaftler und Lehrer
- Silberschlag, Georg der Ältere (1535–1572), deutscher Theologe
- Silberschlag, Georg der Jüngere (1563–1635), deutscher lutherischer Geistlicher
- Silberschlag, Johann Esaias (1721–1791), deutscher lutherischer Geistlicher und Naturforscher
- Silberschmidt, Andri (* 1994), Schweizer Politiker (FDP)Andri Silberschmidt (* 1994)

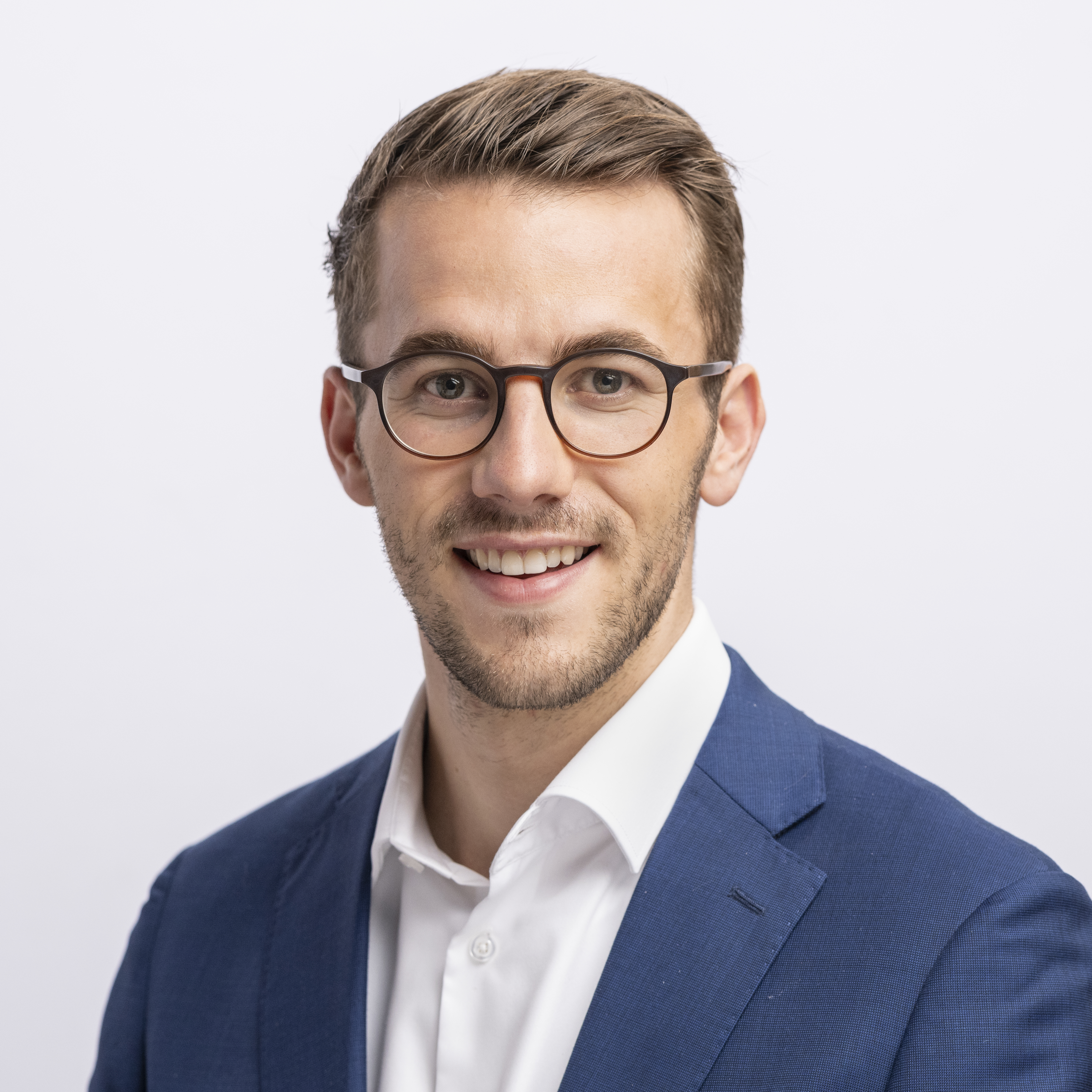
Andri Silberschmidt (* 1994)

- Silberschmidt, Bigna (* 1985), Schweizer Journalistin und Fernsehmoderatorin
- Silberschmidt, Hermann (1866–1927), deutscher Politiker (SPD), MdR
- Silberschmidt, Karl (1903–1973), deutsch-brasilianischer Biologe und Pflanzenphysiologe
- Silberschmidt, Max (1853–1932), deutscher Justizrat und Rechtsanwalt
- Silberschmidt, Max (1899–1989), Schweizer Historiker
- Silberschmidt, Wilhelm (1862–1939), deutscher Jurist
- Silberschmidt, William (1869–1947), Schweizer Mediziner
- Silberschneider, Johannes (* 1958), österreichischer SchauspielerJohannes Silberschneider (* 1958)

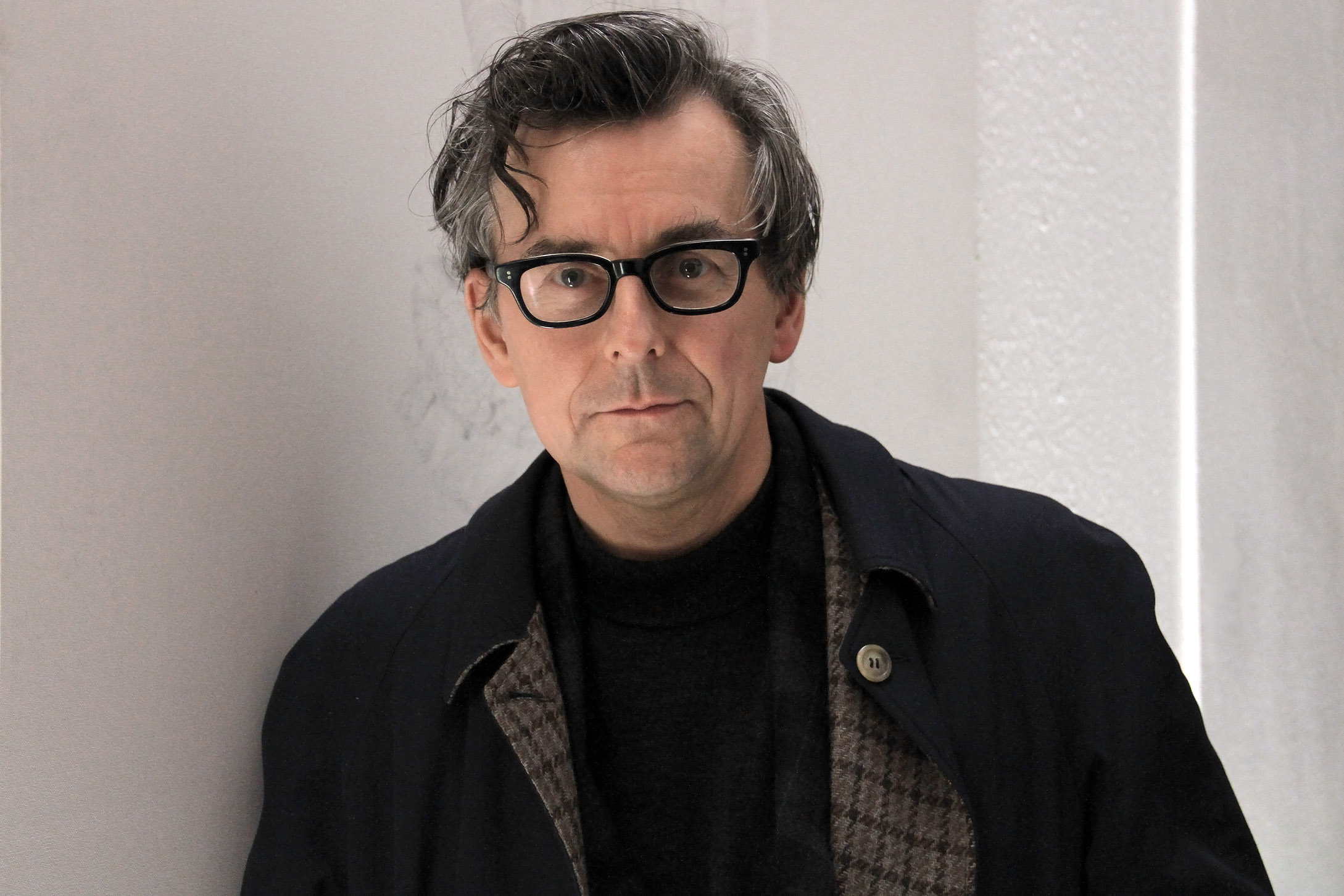
Johannes Silberschneider (* 1958)

- Silbersiepe, Erich (1880–1961), deutscher Tierarzt
- Silbersky, Leif (1938–2024), schwedischer Strafverteidiger und Schriftsteller
- Silberstein, August (1827–1900), österreichischer Dichter und Schriftsteller
- Silberstein, Franz (1887–1949), deutscher Wirtschaftsjournalist
- Silberstein, Leopold (1900–1941), deutscher jüdischer Slawist
- Silberstein, Leopold D. (1904–1981), deutsch-jüdisch-amerikanischer Unternehmer
- Silberstein, Ludwik (1872–1948), polnisch-US-amerikanischer Physiker
- Silberstein, Malka (1903–1941), estländische Juristin
- Silberstein, Max (1897–1966), deutscher Richter
- Silberstein, Michael (1834–1910), deutscher Rabbiner und Schriftsteller
- Silberstein, Raphael (1873–1926), deutscher Hygienearzt und Kommunalpolitiker
- Silberstein, Roman (1932–2001), deutscher Schauspieler und Intendant
- Silberstein, Siegfried (1866–1935), deutscher Rabbiner
- Silberstein, Tal (* 1969), israelischer Politikberater und Unternehmer
- Silberstein, Werner (1899–2001), deutsch-israelischer Mediziner und Bakteriologe
- Silberstein, Yotam (* 1982), israelischer Jazz- und Fusionmusiker (Gitarre, Komposition)
- Silberstorff, Jan (* 1967), deutscher Meister der Kampfkunst
- Silbert, Earl (1936–2022), amerikanischer Jurist
- Silbert, José (1862–1936), französischer Maler
- Silbert, Maria (1866–1936), österreichische Okkultistin
- Silberysen, Christoph (1541–1608), Schweizer Abt und Buchillustrator
- Silberzahn, Claude (1935–2020), französischer DGSE-Leiter
- Silbey, Robert J. (1940–2011), US-amerikanischer Chemiker

### Silbu
- Silburn, Elaine (1928–2022), kanadische Weit- und Hochspringerin sowie Sprinterin